# Im Alleingang (Filmreihe)
Im Alleingang ist eine deutsche Fernsehreihe, die 2012 und 2013 für Sat.1 produziert wurde. Nach zwei Folgen wurde sie eingestellt.

## Handlung
Die Anwälte Maria Schwadorf und Dr. Georg Actis sind nicht nur die besten ihres Fachs, sondern haben auch noch eine Affäre miteinander. Doch eines Tages will Maria mehr als nur Sex, und es kommt zu einem heftigen Streit mit Actis. Daraufhin trennen sie sich, Actis wirft Maria aus der gemeinsamen Kanzlei und Maria baut einen folgenschweren Unfall. Seit diesem Moment sitzt sie im Rollstuhl. Sie kämpft sich in ihren Job zurück, obwohl Actis sie schon aufs Abstellgleis geschoben hat.
In ihrem ersten Fall muss sie Bruno Schramm helfen, einen Klinikskandal ans Licht zu bringen. Denn Brunos Frau starb bei der Geburt des gemeinsamen Kindes und Actis vertritt ausgerechnet den behandelnden Chefarzt Dr. Frank. So kommt es zu einem Duell der beiden vor Gericht. Unterstützung erhält sie von ihrem Physiotherapeuten Matthias, mit dem sie eine Liebschaft beginnt, und von Arndt Bökel, der zweimal durchs Staatsexamen gefallen ist.
Im zweiten Fall muss sie zunächst Actis vertreten, der von seiner Gelegenheitsgeliebten Vivian der sexuellen Nötigung, Vergewaltigung und Körperverletzung angezeigt wird. Actis bietet Maria an, sie wieder in seine Kanzlei aufzunehmen, doch sie lehnt ab. Schnell stellt sich heraus, dass Actis unschuldig ist. Als Actis die Verteidigung des wirklichen Täters, Senator Dr. Ertel, antritt, übernimmt Maria das Mandat für das Opfer Vivian und beide stehen sich erneut vor Gericht gegenüber. Nachdem Actis fast erfolgreich ist, indem er die nymphomanen Neigungen des Opfers vor Gericht offenlegt, schafft es Maria, ausgerechnet mit Hilfe der Ehefrauen von Actis und Ertel, Dr. Ertel zum Geständnis zu bringen.

## Produktion und Ausstrahlung
Der erste Film Die Stunde der Krähen wurde vom 22. März bis zum 20. April 2011 in Berlin produziert. Die Ausstrahlung erfolgte am 21. Februar 2012. Der zweite Film Elemente des Zweifels wurde im Zeitraum vom 24. Juli bis zum 21. August 2012 produziert. Der Film wurde am 19. Februar 2013 erstausgestrahlt. Auf Grund der vergleichsweise niedrigen Einschaltquote verzichtete Sat.1 auf die Produktion weiterer Episoden der Reihe.

## Episoden
| Nr. | Originaltitel         | Erstausstrahlung D | Zuschauer |
| --- | --------------------- | ------------------ | --------- |
| 1   | Die Stunde der Krähen | 21. Feb. 2012      | 4,05 Mio. |
| 2   | Elemente des Zweifels | 19. Feb. 2013      | 2,31 Mio. |

## Besetzung
| Name            | Schauspieler         | Folge |
| --------------- | -------------------- | ----- |
| Maria Schwadorf | Stefanie Stappenbeck | 1–2   |
| Dr. Georg Actis | Hannes Jaenicke      | 1–2   |
| Matthias        | Ronald Zehrfeld      | 1     |
| Arndt Bökel     | Roy Peter Link       | 1–2   |
| Bruno Schramm   | Godehard Giese       | 1–2   |
| Margit Actis    | Rebecca Immanuel     | 2     |